# Élections législatives islandaises d'octobre 1942
Les élections législatives islandaises d'octobre 1942 ont lieu les 18 et 19 octobre 1942.
Ólafur Thors du Parti de l'indépendance reste Premier ministre d'Islande jusqu'au 16 décembre 1942 avant d'être remplacé par Björn Þórðarson à la tête d'un gouvernement indépendant.

## Résultats
| Partis                   | Partis                                            | Voix   | %     | +/−  | Sièges par chambre | Sièges par chambre | Sièges par chambre | Sièges par chambre |
| Partis                   | Partis                                            | Voix   | %     | +/−  | Basse              | +/−                | Haute              | +/−                |
| ------------------------ | ------------------------------------------------- | ------ | ----- | ---- | ------------------ | ------------------ | ------------------ | ------------------ |
|                          | Parti de l'indépendance (D)                       | 23 001 | 38,55 | 0,97 | 13                 | 2                  | 7                  | 1                  |
|                          | Parti du progrès (B)                              | 15 869 | 26,60 | 0,98 | 10                 | 4                  | 5                  | 1                  |
|                          | Parti de l'unité du peuple - Parti socialiste (C) | 11 059 | 18,53 | 2,32 | 7                  | 3                  | 3                  | 1                  |
|                          | Parti social-démocrate (A)                        | 8 455  | 14,17 | 1,28 | 5                  | 1                  | 2                  | en stagnation      |
|                          | Parti du Commonwealth                             | 1 284  | 2,15  | 1,09 | 0                  | en stagnation      | 0                  | en stagnation      |
|                          |                                                   |        |       |      |                    |                    |                    |                    |
| Votes valides            | Votes valides                                     | 59 668 | 98,50 |      |                    |                    |                    |                    |
| Votes blancs et nuls     | Votes blancs et nuls                              | 908    | 1,50  |      |                    |                    |                    |                    |
| Total                    | Total                                             | 60 576 | 100   | –    | 35                 | 2                  | 17                 | 1                  |
| Abstentions              | Abstentions                                       | 12 984 | 17,65 |      |                    |                    |                    |                    |
| Inscrits / participation | Inscrits / participation                          | 73 560 | 82,35 |      |                    |                    |                    |                    |